# الرقابة في جمهورية أيرلندا
في جمهورية أيرلندا، تحتفظ الدولة بقوانين تسمح بإجراء الرقابة، بما في ذلك قوانين محددة تتناول الأفلام والإعلانات والصحف والمجلات، فضلاً عن الإرهاب والمواد الإباحية. في السنوات الأولى للدولة، كانت الرقابة مفروضةً على نطاق واسع، ولا سيما في المجالات التي كانت تُعتبر مناقضةً للعقيدة الكاثوليكية، ومن ضمنها الإجهاض والنشاط الجنسي والمثلية الجنسية.

## الرقابة الحالية

### الرقابة على الأفلام
كان مكتب الرقابة على الأفلام في جمهورية أيرلندا، والذي أُعيدت تسميته في عام 2008 ليصبح «مكتب تصنيف الأفلام الأيرلندية»، يقتطع من الأفلام ومقاطع الفيديو المخصصة للإيجار بشكل كبير، أو يحددها لفئات عمرية محددة. في عام 2000، صُنّف فيلم «ذا سايدر هاوس رولز» الأمريكي في جمهورية أيرلندا للفئة العمرية التي لا تقل عن 18 سنة بسبب موضوعاته المتعلقة بالإجهاض وسفاح القربى، على الرغم من أنه في بلدان أخرى، مثل المملكة المتحدة، صُنّف الفيلم لعمر 12 سنة.

### الإعلانات
تُنظّم الإعلانات من قبل هيئة معايير الإعلان في أيرلندا، ويجب أن تكون صادقة ودقيقة من الناحية الواقعية. بالإضافة إلى ذلك، لا يُسمح بالإعلانات الخاصة بالخدمات غير القانونية. هيئة معايير الإعلان في أيرلندا هي هيئة صناعية تطوعية لا تتمتع بصلاحيات قانونية ولا تملك سلطة إزالة أي منشور من التداول. فهذه السلطة منوطة بمجلس رقابة المنشورات. نظرًا إلى مكانة هيئة معايير الإعلان، يختار بعض ناشري الإعلانات تجاهل أحكامها باستمرار من خلال إطلاق إعلانات مثيرة للجدل لمجرد لفت الانتباه إلى منتجاتهم وخدماتهم.

### الجرائد والمجلات
رغم أن الصحف والمجلات ما زالت خاضعة للرقابة من الناحية النظرية، فهي حرة في نشر أي شيء لا يخالف قوانين التشهير الصارمة في أيرلندا. يستعرض مجلس رقابة المنشورات الصحف والمجلات التي يحيلها إليه مسؤولو الجمارك والضرائب وأفراد من عامة الشعب. حتى أواخر الثمانينيات من القرن الماضي، حُظر عدد كبير من الصحف والمجلات (معظمها أجنبية) في أيرلندا من ضمنها مجلة «بلاي بوي» ومجلة الفضائح «نيوز أوف ذه ورلد» التي كانت النسخة البريطانية منها ما زالت محظورة، وتوقف نشر المجلة في عام 2011.
تتضمن قائمة المنشورات الدورية الواقعة تحت قوانين الحظر الدائم بدءًا من عام 2007 العديد من المنشورات التي توقف نشرها، وكذلك المنشورات التي تُباع الآن بحرية دون أي تعرض واقعي للمقاضاة، مثل مجلتي «هيلث أند إيفنشنسي» و«ذا ويكلي نيوز». تعود نسبة كبيرة من قوانين الحظر إلى الخمسينيات أو ما قبلها؛ وتغطي نسبة مماثلة منشورات الجريمة الحقيقية، وهو نوع من المنشورات كان غير قانوني في السابق بسبب تصور خطورة حدوث تمجيد أو تشجيع للسلوك الإجرامي من خلاله.
في عام 2011، نجحت «منشورات بول ريموند» في الطعن في الحظر المفروض على 5 من منشوراتها، والذي كان أحدها محظورًا لمدة 80 سنة تقريبًا، ويمكن الآن بيع هذه المنشورات بحرية.

### المواد الإباحية
المواد الإباحية التي تتضمن أي مشاركين دون سن الموافقة (سن الرشد) الأيرلندي غير قانونية بتاتًا. وتشمل تلك المواد مقاطع الفيديو وأقراص الفيديو الرقمية والأفلام والصور الفوتوغرافية والملفات الرقمية والرسومات والأوصاف النصية. لا توجد قوانين أخرى تحظر أنواعًا معينة من المواد الإباحية في أيرلندا.
ولكن، يمكن مقاضاة توزيع المواد الفاحشة عبر الهاتف بموجب قانون مكتب البريد (المعدل) لعام 1951، ويجوز لمدير تصنيف الأفلام في مكتب تصنيف الأفلام الأيرلندي حظر العروض العامة للأفلام التي تُعتبر فاحشة، ويجوز لمجلس الرقابة على المنشورات حظر بيع وتوزيع الكتب والمنشورات الدورية إذا وُجد أنها فاحشة. كانت مجلة «بلاي بوي» غير قانونية في أيرلندا حتى عام 1995.
في ستينيات القرن العشرين، ضغط رئيس أساقفة الروم الكاثوليك في دبلن «جون تشارلز مكويد» على الحكومة الأيرلندية لحظر المواد الإباحية تمامًا.

### مصرف أيرلندا المركزي
في يوليو عام 2009، منع مصرف أيرلندا المركزي شركات التأمين والمصارف من إصدار أي تصريحات انتقادية تضم «أي إشارات» إليه سواء عن طريق «بيانات صحفية عامة» أو مراجع عامة غير معتمدة، سواء «كتابية أو شفهية».

### قانون المؤسسات الائتمانية (الاستقرار) لعام 2010
صدر هذا القانون بنسبة 78 إلى 71 في ديسمبر عام 2010 في استجابة جزئية للأزمة المصرفية الأيرلندية اللاحقة لعام 2008. تنص المادة 60 على أنه يجوز للحكومة الأيرلندية التقدم بطلب إلى المحاكم للحصول على مرسوم تحت هذا القانون وإقامة جلسة استماع له على انفراد. تحظر المادة 59 على أي شخص نشر حقيقة أن الوزير أصدر مرسومًا أو توجيهًا بموجب القانون؛ حتى نشر أي شيء يوحي بوجود حظر سيُعتبر أيضًا جريمة بموجب القانون. بعد أيام من إقرار القانون، طلب الوزير «برايان لينيهان جونيور» وحصل على الموافقة بالسماح بتحويل أكثر من 3,700,000,000 يورو إلى مصرف أيرلندا التحالفي، ثم إلى مصرف متعسر ماليًا. طُرد من المحكمة صحفيان من صحيفة «ذا آيرش التايمز» الأيرلندية من قبل القاضي «مورين كلارك» قبل بداية الجلسة مباشرة.